# ورق التوت (مسلسل)
ورق التوت مسلسل مصري طرح في 14 أكتوبر 2023 وهو بطولة الفنان شريف سلامة وأسماء جلال وثراء جبيل وسلوى عثمان وعدد من نجوم الممثلين.

## القصة
تدور الأحداث في مكان واحد وهو الأكاديمية العليا للفنون المسرحية. في إطار دراما متشابكة ولمدة تسعة أشھر ليواجه كل من الأبطال ما لم یتوقعه، ونكتشف الخلفيات الاجتماعیة لكل منهم، مع معالجة بعض القضايا الحساسة منها الختان والعنف المنزلي وتحدید النسل والجھل والاضطراب النفسي والتنمر والتحرش الجنسي والمشاكل الطبقیة.